# Manoir de Clairefontaine (Tourgéville)
Le manoir de Clairefontaine est un édifice situé à Tourgéville, en France. La chapelle, datée de la fin du XIXe siècle, est un « témoignage exceptionnel d'architecture néo-renaissance ». 

## Localisation
Le monument est situé dans le département français du Calvados, à Tourgéville, chemin de la Croix-Solier et lieudit Clairefontaine.

## Historique
L'édifice est daté du dernier quart du XIXe siècle. Gustave Clausse est l'architecte de la chapelle édifiée en 1890. 
Le  manoir fait l'objet d'une mesure de protection partielle au titre des monuments historiques car la chapelle du manoir est inscrite en date du 19 septembre 2005.

## Architecture
Le manoir est de style éclectique. 
La façade de la chapelle comporte en son centre un médaillon de Luca della Robbia, une Vierge à l'Enfant. D'autres médaillons du XIXe siècle représentent des angelots sont également présents. La chapelle conserve de beaux vitraux de Joseph Vantillard, des bas-reliefs et des mosaïques de Giandomenico Facchina.